# Re-Volt
Re-Volt ist ein 1999 von Acclaim Entertainment für Windows, Nintendo 64, PlayStation und Dreamcast veröffentlichtes Computer-Rennspiel. Der Spieler tritt in Rennen mit ferngesteuerten Modellautos an verschiedenen Schauplätzen, wie einem Museum, einem Park oder einem Supermarkt gegen computergesteuerte Gegner oder andere Spieler an. Während eines Rennens können diverse Waffen und Power-Ups eingesammelt und gegen andere Fahrer eingesetzt werden. Fahrzeuge und Strecken werden durch Teilnahme an Meisterschaften und das Erfüllen von Aufgaben freigeschaltet. Das Spiel kombiniert eine präzise Physik-Simulation mit Arcade-Spielelementen.
Der Titel unterhält trotz gemischter Rezeption zum Veröffentlichungszeitpunkt bis heute eine aktive Online-Mehrspielergemeinde und wurde von Fans quelloffen reimplementiert. Im April 2013 wurde das Spiel von WeGo Interactive auf Android und iOS portiert. 2013 wurde die Windows-Version neuveröffentlicht.

## Spielprinzip
In dem Spiel ist es möglich, Strecken und Wagen freizuschalten. Man kann die Gegner vom Sieg durch verschiedene Items (Waffen) abhalten, die während der Fahrt aufgesammelt werden.

### Spielmodi
Es gibt sieben verschiedene Spielmodi.
- Einzelrennen: Ein Rennen, in dem der Spieler gegen computergesteuerte gegnerische Fahrzeuge fährt. Er kann davor zwischen den freigeschalteten Autos und Strecken auswählen. Außerdem kann er Einstellungen wie Rundenanzahl, Items etc. beliebig einstellen.
- Meisterschaft: Hier wird gefahren, um Autos und Strecken freizuschalten, wobei Rundenzahl und die Strecke vorgegeben sind. Nur der Schwierigkeitsgrad sowie das Fahrzeug können frei gewählt werden. Es gibt vier verschiedene Pokale, die nacheinander freigespielt werden: 1. Bronze-Pokal; 2. Silber-Pokal; 3. Gold-Pokal; 4. Platin-Pokal
- Zeitrennen: Hier wird gegen eine vorgegebene Zeit gefahren um Autos zu erwerben. Nachdem die vorgegebene Zeit geschlagen wurde, kann der Spieler gegen seine eigene Bestzeiten fahren. Im Hauptmenü ist ein Link zu den Bestzeiten auf den unterschiedlichen Strecken zu finden.
- Training: Hier kann man auf den normalen Strecken frei herumfahren. Es gibt keine Items, Gegner oder Rundenbegrenzungen, doch auf jedem Level ist ein Stern zu finden. Falls in genügend vielen Umgebungen der Stern gefunden wird, werden neue Fahrzeuge erworben.
- Stuntarena: In der Stuntarena muss man alle 20 Sterne berühren, um so den Modus Clockwork Carnage spielen zu können. Die Regeln sind wie beim Training, nur dass man in einer Zusatz-Arena mit Rampen, Looping und Halfpipe umher fährt.
- Clockwork Carnage: Diese Spielart lässt eins von 30 Miniautos fahren, die sehr schnell umkippen oder von den Waffen (Items) betroffen sind. Man fährt auf einer selbst ausgesuchten Strecke.
- Multiplayer: Um diesen Modus nutzen zu können, muss man mehrere Rechner miteinander vernetzen, denn hier wird gegen menschliche Gegner gefahren.
- Strecken-Editor: Im Strecken-Editor kann der Spieler eigene Strecken bauen. In denen kann der Spieler dann gegen den Computer oder gegen einen Freund im Mehrspieler-Modus fahren

In allen ausgesuchten Modi, außer dem Mehrspieler-Modus, kann man den Schwierigkeitsgrad selbst wählen, der über Anfänger, leicht, mittel bis schwer geht.

### Autos und Strecken
Das Spiel bietet 28 verschiedene und 4 durch Rennsiege freizuschaltende Modellfahrzeuge. Diese können auf 13 Strecken, die ebenfalls zum Teil erst im Spielverlauf freigeschaltet werden, eingesetzt werden.

## Entwicklungsgeschichte
Das Rennspiel Re-Volt wurde von Acclaim Entertainment für Windows, Nintendo 64, PlayStation und Dreamcast entwickelt und 1999 veröffentlicht.
Eine Version für Xbox, genannt Re-Volt Live, befand sich in Entwicklung und wurde als eingeschränkte Beta-Version an Tester verteilt. Obwohl fast fertiggestellt, wurde diese Version nie veröffentlicht. Diese Entwicklungsversion ist inoffiziell veröffentlicht worden und kann auf entsprechend modifizierten Xbox-Konsolen gespielt werden.
Die Nutzergemeinde des Spiels bekam über einen Leak Zugang zum Quelltext des Spiels und korrigiert und erweitert seitdem das Spiel. An einem größeren Update für das Spiel unter der Versionsnummer 1.2 arbeitet die Fangemeinde seit Jahren, die letzte Vorabveröffentlichung („Alpha“) dieser Version war am 9. Januar 2016.
2013 wurde das Spiel von WeGo Interactive auf Android portiert und ist seit dem 26. April 2013 im Play Store verfügbar.
Die Windows-Version von Re-Volt wurde am 3. Oktober 2013 über den digitalen Distributor GOG.com wiederveröffentlicht. Diese Veröffentlichung basiert auf der Community Version 1.2 beta vom Februar 2011 (nicht der letzten Alpha) mit zusätzlichem Support der originalen CD-Musikstücke als MP3-Dateien. Jedoch wurde am 14. Januar 2014 das Spiel wieder auf Betreiben der Entwickler des 1.2 beta Patch zurückgezogen.

## Rezeption
Re-Volt erhielt gemischte Bewertungen. IGN vergab eine Wertung von 4,8 von 10 Punkten, während das deutsche Videospielemagazin 4Players eine Wertung von 88 % vergab.

„Mit Powerups, der aggressiven KI und den dynamischen Rennen mit hoher Entscheidungsfrequenz sowie herausfordernden, interessanten Strecken bietet „Dark Souls mit Rädern“ einen quasi genialen Spaß-Mix – um mit der Kombination aus teils überempfindlicher Steuerung und dem knackigen Schwierigkeitsgrad munter ein Stück zu weit zu rollen.“